# Cour suprême de l'Inde
Pour les articles homonymes, voir Cour suprême.
La Cour suprême de l'Inde (en anglais : Supreme Court of India, en hindi : भारत का सर्वोच्च न्यायालय) est la plus haute juridiction indienne. Elle est établie par la partie V, chapitre IV de la Constitution. Conformément à cette dernière, la Cour suprême est à la fois un tribunal fédéral, une cour constitutionnelle et la plus haute juridiction d'appel du pays.
En tant que cour constitutionnelle suprême et la plus puissante de l'Inde, elle accepte principalement les appels contre les verdicts de la Hautes cours de divers États de l'Union et d'autres cours et tribunaux. Il est nécessaire pour protéger les droits fondamentaux des citoyens et régler les différends juridiques entre le gouvernement central et les divers gouvernements des États. En tant que tribunal consultatif, il entend les affaires qui peuvent lui être spécifiquement soumises en vertu de la Constitution par le Président de l'Inde. Dans le cadre de sa fonction de contrôle judiciaire, le tribunal peut non seulement annuler une législation normale pour violation de la constitution, mais il peut également invalider des amendements constitutionnels qui violent la doctrine de la structure de base de la Constitution indienne.
La loi déclarée par la Cour suprême devient obligatoire pour tous les tribunaux indiens ainsi que pour les gouvernements de l'Union et des États. Selon le Article 142 de la Constitution, le tribunal est investi de la compétence inhérente pour rendre toute ordonnance jugée nécessaire dans l'intérêt de la justice et il est du devoir du Président de l'Inde de appliquer ces décrets de la Cour suprême. La Cour suprême a remplacé le Comité judiciaire du Conseil privé en tant que plus haute cour d'appel depuis le 28 janvier 1950.
La Constitution indienne lui conférant un pouvoir étendu d'engager des actions, d'exercer une autorité d'appel directe sur tous les autres tribunaux du pays et le pouvoir de réviser les amendements constitutionnels, la Cour suprême de l'Inde est considérée comme l'une des cours suprêmes les plus puissantes au monde,.

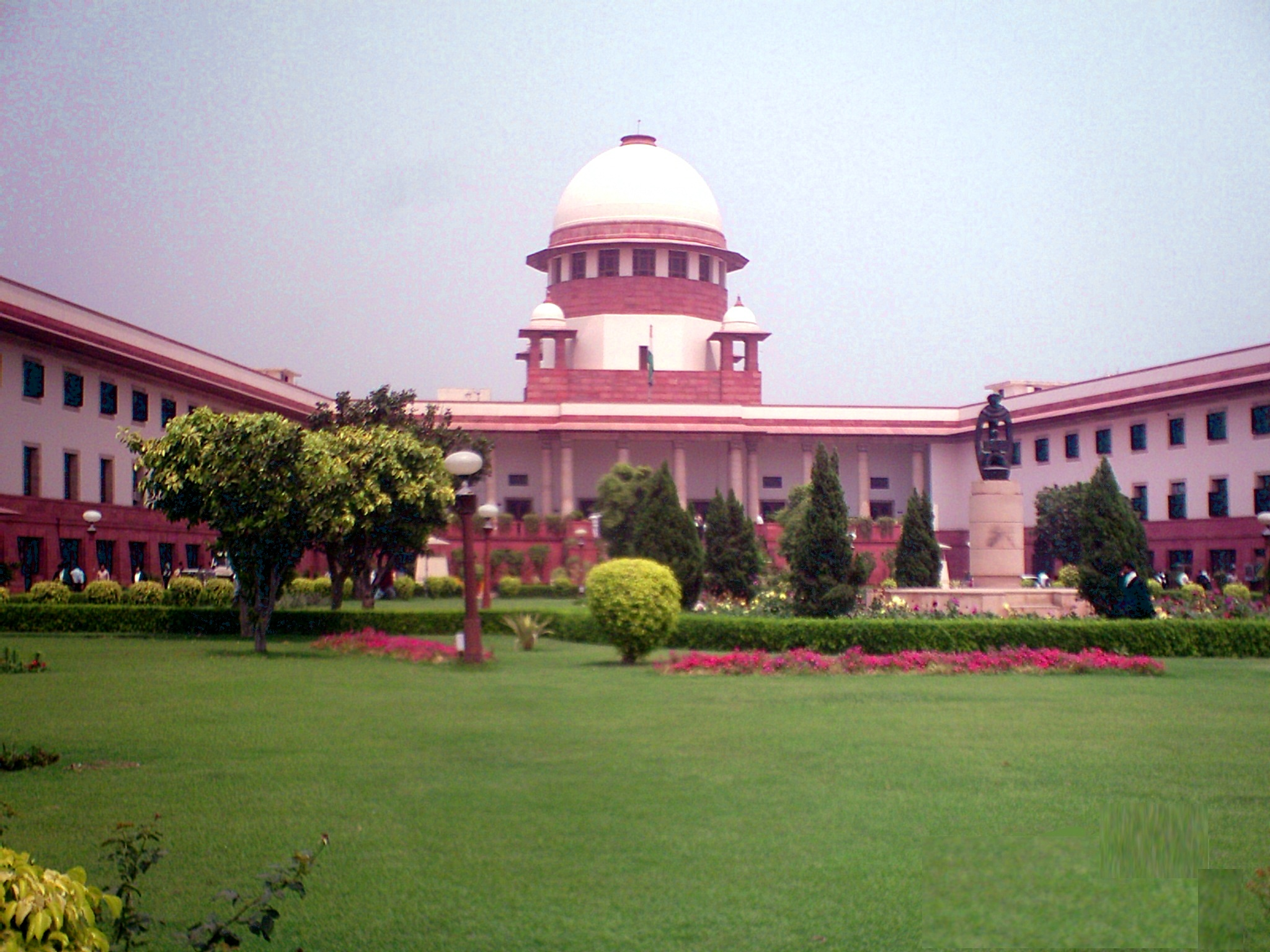
Siège de la Cour suprême.

La Cour suprême de l'Inde a tenu sa première séance le 28 janvier 1950, et depuis, a rendu plus de 24 000 décisions. Elle se compose d'un juge en chef et de 30 juges assistants, tous désignés par le président, en consultation avec la Cour elle-même. Les juges ainsi nommés restent en poste jusqu'à l'âge de 65 ans.

## Composition de la Cour

### Nombre de membres
La Constitution de l'Inde prévoyait à l'origine une Cour suprême composée d'un juge en chef et de sept autres juges, laissant libre au Parlement d'augmenter ce chiffre. Au fil des ans, alors que le nombre de cas traités par la Cour augmentait, le Parlement a donc augmenté le nombre de membres : onze en 1956, quatorze en 1960, dix-huit en 1978, vingt-six en 1986 et trente-et-un en 2008.
Alors qu'au début, l'ensemble des membres siégeait pour chaque cas, aujourd'hui la Cour se réunit en formations de deux ou trois juges (Division Bench) ou de cinq ou plus (Constitutional Bench) pour les cas plus importants nécessitant de rendre un jugement sur un aspect fondamental de la loi. Chaque formation peut référer d'un cas dont elle est saisie à une formation plus importante.

### Nomination
Les membres de la Cour suprême sont tous nommés par le Président de l'Inde. Cependant, ce dernier doit agir en consultation avec la Cour elle-même et les nominations ont généralement lieu en fonction de l'ancienneté, sans interférence politique.
Pour être nommé juge à la Cour suprême, il faut :
- être citoyen indien, et
- avoir été juge dans une ou plusieurs Hautes Cours pendant au moins cinq ans, ou
- avoir été avocat dans une ou plusieurs Hautes Cours pendant au moins dix ans, ou
- être, de l'avis du Président, un juriste éminent.

Les juges de la Cour suprême restent en poste jusqu'à l'âge de 65 ans. Leur salaire est fixé par le Parlement, qui ne peut toutefois pas le diminuer tant qu'ils sont en fonction.

## Compétences

### Première instance
La Cour suprême est compétente en première instance pour les cas impliquant le Gouvernement de l'Inde et un ou plusieurs États si le cas implique l'existence ou l'étendue d'un droit légal. L'article 32 de la Constitution donne également à la Cour suprême une juridiction en ce qui concerne l'application des droits fondamentaux : elle peut rendre règlements, ordres ou des assignations pour les faire appliquer, y compris des assignations d'habeas corpus, de mandamus, d'interdiction, de quo warranto et certiorari.

### Appel
La Cour suprême est la juridiction d'appel des jugements des Hautes Cours des États dans les cas civils et pénaux quand ils impliquent des aspects substantiels de la loi ou l'interprétation de la Constitution. Le droit de faire appel est donné par la Haute Cour ou par la Cour suprême dans certains cas, le Parlement peut également, par la loi, élargir les possibilités d'appel à la Cour suprême.

### Consultation
L'article 143 de la Constitution autorise le Président à consulter la Cour suprême pour avis.
La Cour suprême a également le pouvoir de transférer un dossier d'une Haute Cour à une autre ou même d'une Cour de district à une autre Cour de district dans un autre État s'il apparait qu'il ne sont pas traités de manières appropriées.

## Histoire

### La lutte pour le contrôle de constitutionnalité
Depuis sa création, la Cour suprême s'est arrogé un pouvoir de contrôle de constitutionnalité des actes du Parlement, y compris des réformes constitutionnelles.
En 1967, la Cour suprême jugea qu'une révision constitutionnelle qui portait atteinte aux droits fondamentaux était invalide. Le Parlement promulgua alors de nouvelles révisions constitutionnelles, en 1971 (24e et 25e amendements), l'autorisant à modifier toute partie de la Constitution, et déclarant « qu'aucune loi donnant effet aux principes directeurs du gouvernement relatifs à la distribution des richesses ne pourra être déclarée nulle pour atteinte aux droits fondamentaux. » (Annoussamy, 2001). Ceci fut attaqué devant la Cour, donnant lieu à la décision Kesavananda Bharati v. The State of Kerala (en) de 1973, ré-affirmant le pouvoir de la Cour et élaborant la doctrine juridique de la Structure de base (en) (Basic structure).
En 1976, pendant la période de l'état d'urgence déclarée par le gouvernement d'Indira Gandhi, une nouvelle révision constitutionnelle, portant sur l'article 368 régulant les révisions constitutionnelles, affirma qu'aucun changement de Constitution ne pouvait être attaqué devant une juridiction, et affirma le pouvoir illimité du Parlement pour modifier la Constitution (en respectant la majorité des deux tiers et autres dispositions prévues par l'art. 368).
Mais le Congrès perdit les élections suivantes et la révision constitutionnelle de 1976 fut attaquée devant la Cour, qui la décréta inconstitutionnelle en 1980. Le Parlement issu des nouvelles élections, qui portèrent Morarji Desai au pouvoir, céda. Le pouvoir de contrôle de constitutionnalité de la Cour fut maintenu.

### Arrêts notables

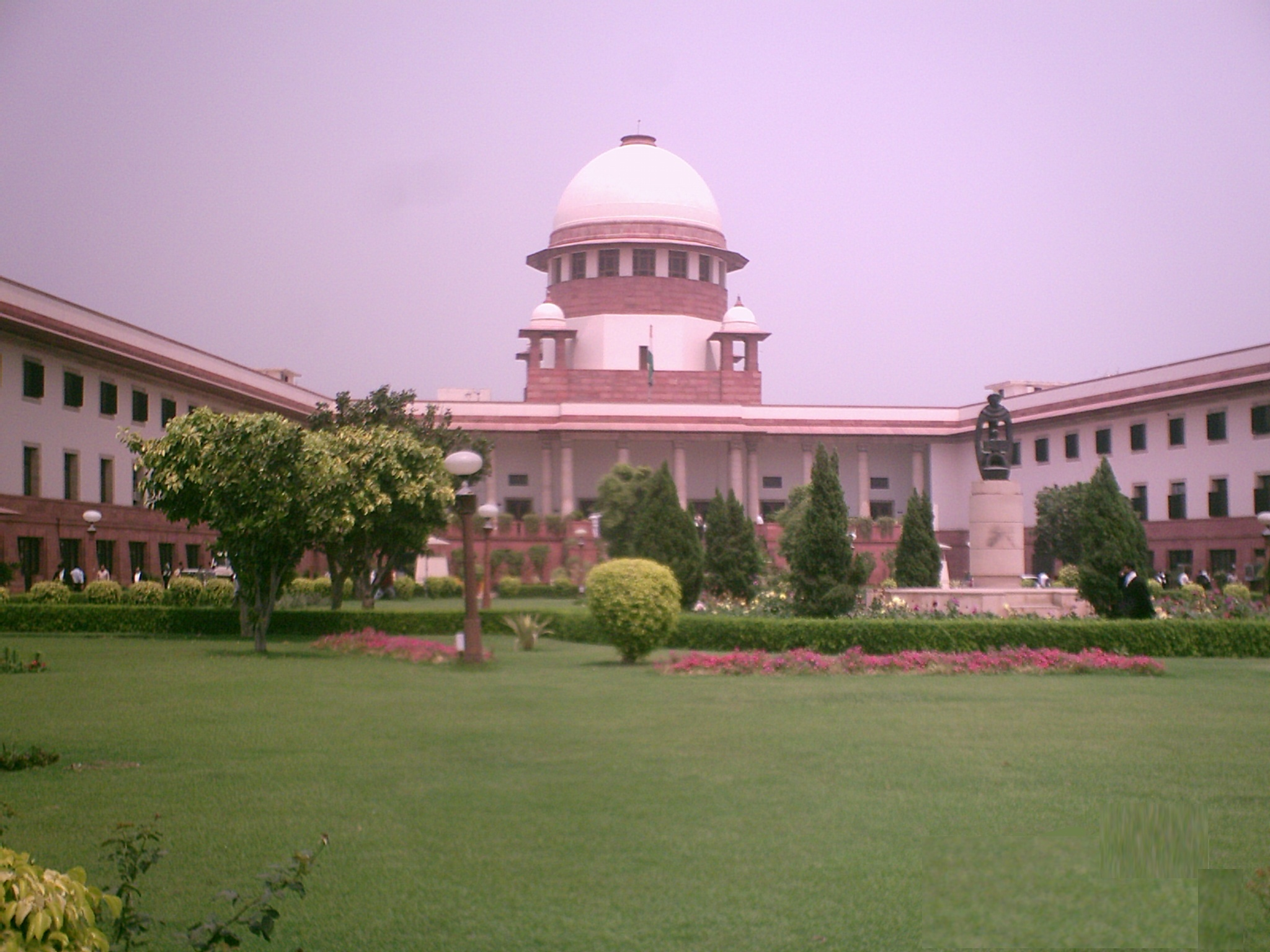
Bâtiment de la Cour suprême.

- 1967 : Golaknath v. State of Punjab : dans le contexte de la réforme agraire, la Cour juge que l'administration n'a pas le droit d'enfreindre le droit à la propriété, inclus dans la Constitution en tant que droit fondamental.
- 1er février 1970 : la Cour juge inconstitutionnelle la loi sur la nationalisation des banques votée par le Parlement en août 1969
- 1973 : Kesavananda Bharati v. The State of Kerala (en)
- 28 avril 1976 : Additional District Magistrate of Jabalpur v. Shiv Kant Shukla : la Cour juge que l'état d'urgence permet la suspension du droit à l'habeas corpus.
- 31 juillet 1980 : Minerva Mills, qui renforce la Basic Doctrine soutenue dans Kesavananda en 1973.
- 23 avril 1985 : Mohm. Ahmed Khan v. Shah Bano Begum & ors (affaire Shah Bano) : application de la charia (Muslim personal law) ou de la loi commune pour les pensions après un divorce.
- 14 février 1989 : condamnation de la partie américaine dans l'affaire de la catastrophe de Bhopal.
- 11 janvier 2007 : I.R. Coelho v. State of Tamil Nadu : ré-assertion de la Basic Doctrine affirmée en 1973.
- 11 septembre 2007 : autorisation de la démolition à Alang du Blue Lady, un paquebot contaminé par l'amiante[7].
- 29 septembre 2008 : affaire Bébé Manji : un couple de Japonais est venu dans le Gujarat, à Anand, trouver une mère porteuse, mais a divorcé ensuite. De ce fait, un problème de filiation a été soulevé, la mère porteuse refusant d'en assumer la charge, de même que la mère biologique. La mère du père biologique (la grand-mère paternelle biologique) est venue en Inde réclamer le droit d'amener avec elle l'enfant au Japon, ce qu'elle a obtenu. Selon le droit japonais, l'enfant, non reconnu par sa (ses) mère(s), devait avoir un passeport indien pour pouvoir entrer sur le territoire japonais ; selon le droit indien, le passeport d'un enfant doit être lié à sa mère. À la suite de la décision de la Cour, un certificat d'identité fut donné au bébé afin qu'il puisse voyager avec sa grand-mère paternelle biologique[8]. L'Inde n'avait alors pas de loi concernant la gestation pour autrui (GPA)[9],[10],[11].